# ミラクルラジオアワー
「ミラクルラジオアワー」は、板東道生の通算4枚目のシングル。2010年9月25日にインディペンデントレーベルよりリリース。

## 解説
前作「潮風のメロディー」より約1年5ヵ月ぶりのリリース。「ミラクルラジオアワー」は四国放送ラジオ『となりのラジオ』エンディング・テーマに起用。「Radio Land」は四国放送ラジオイメージ・ソング。

## 収録曲
- 各楽曲とも、作詞・作曲・編曲：板東道生

1. ミラクルラジオアワー
  - JRTラジオ『となりのラジオ』エンディング・テーマ
2. Radio Land
  - JRTラジオイメージ・ソング
3. ミラクルラジオアワー(カラオケ)
4. ミラクルラジオアワー(オリジナルバージョン)